# Januar 2013
Portal Geschichte | Portal Biografien | Aktuelle Ereignisse | Jahreskalender | Tagesartikel

◄ |
20. Jahrhundert |
21. Jahrhundert

◄ |
1980er |
1990er |
2000er |
2010er
| 2020er | 2030er | 2040er

◄ |
2009 |
2010 |
2011 |
2012 |
2013
| 2014 | 2015 | 2016 | 2017 | ►

◄ |
Oktober 2012 |
November 2012 |
Dezember 2012 |
Januar 2013 |
Februar 2013 |
März 2013 |
April 2013 |
►
Dieser Artikel behandelt tagesbezogene Nachrichten und Ereignisse im Januar 2013.

## Tagesgeschehen

### Dienstag, 1. Januar 2013

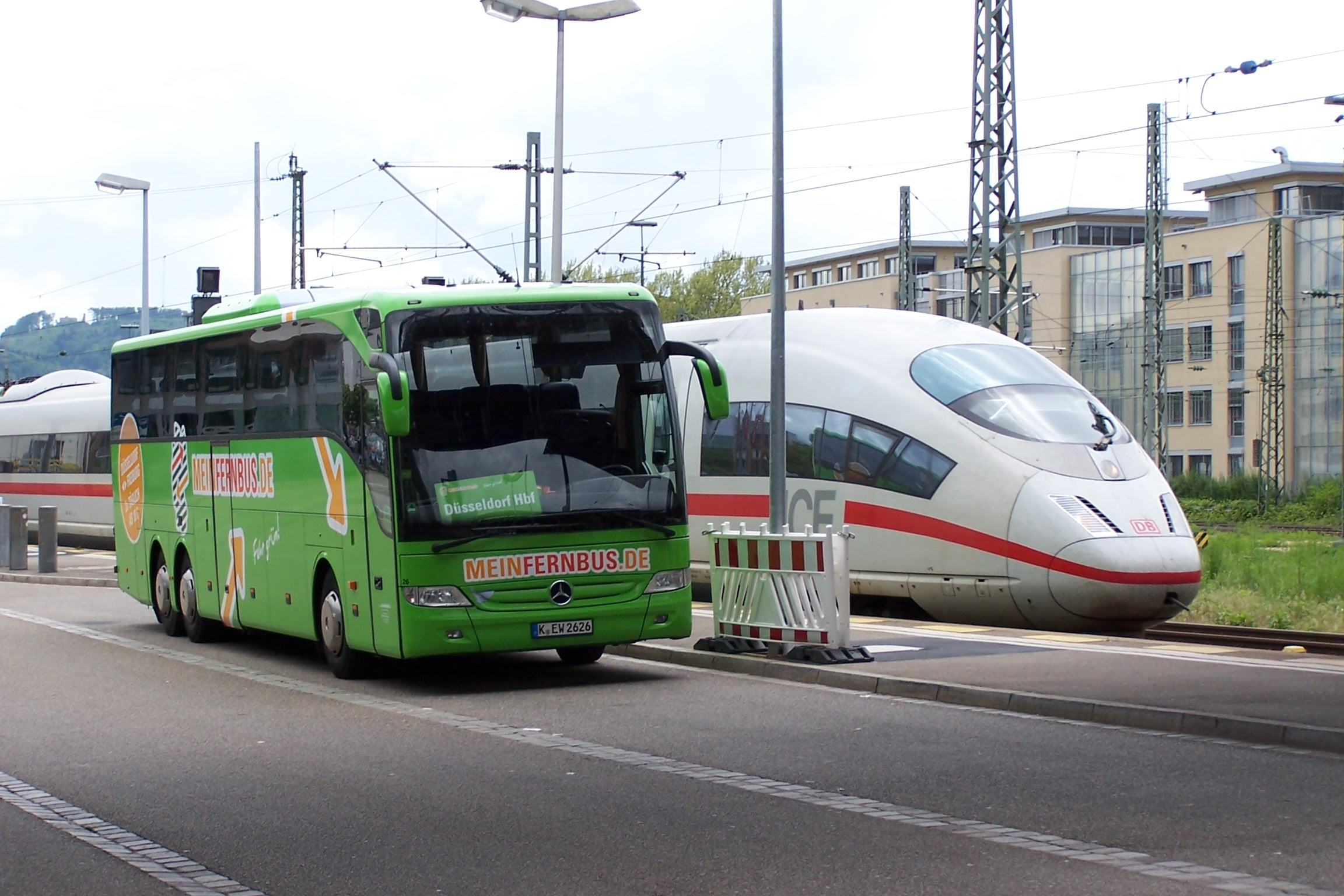
Bahnkonkurrenz: Fernbus

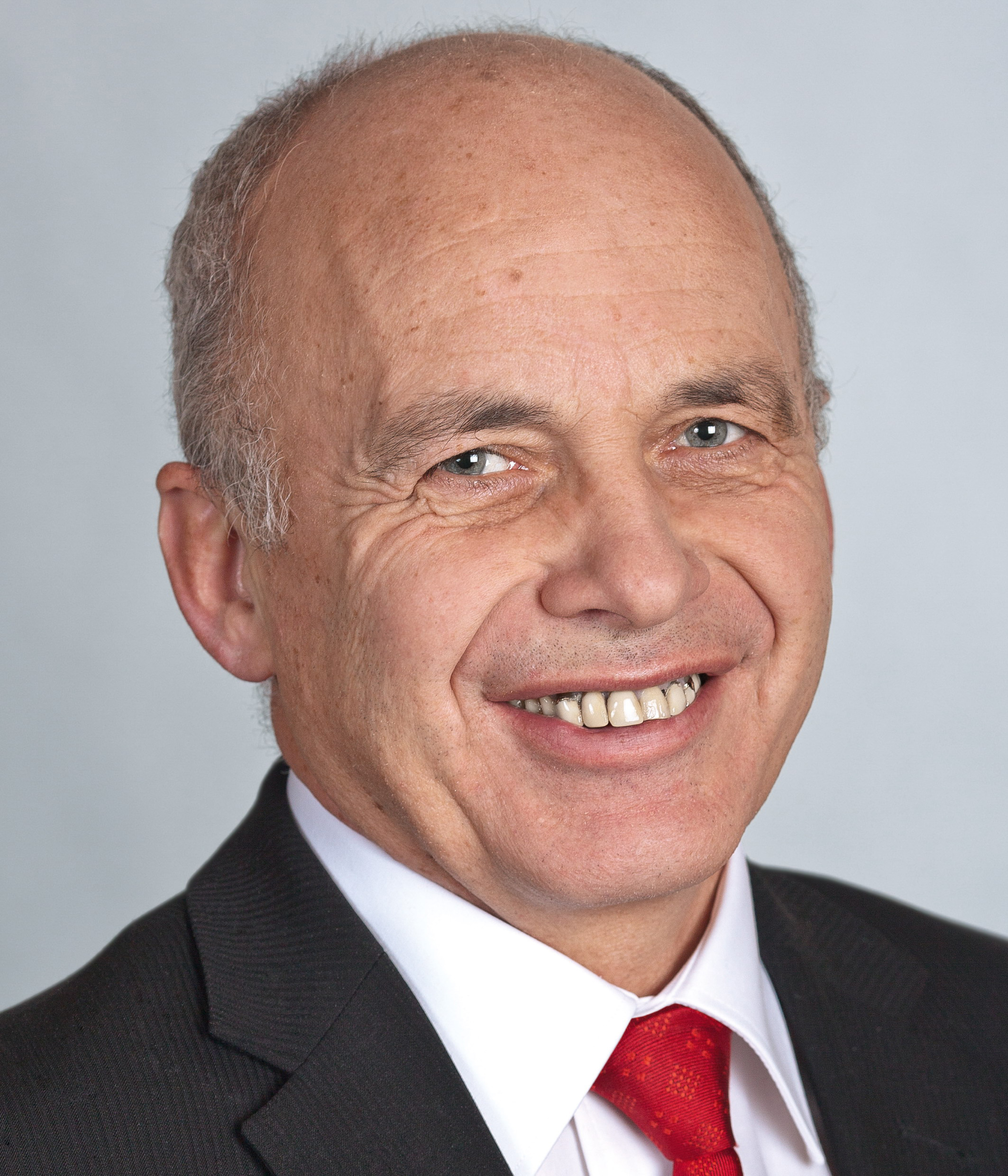
Ueli Maurer

- Berlin/Deutschland: Durch eine Novellierung des Personenbeförderungsgesetzes wird der deutsche Fernbus-Markt liberalisiert.
- Bern/Schweiz: Ueli Maurer tritt turnusgemäß für ein Jahr das Amt des Bundespräsidenten an.[1]
- Dublin/Irland: Das Land übernimmt für ein halbes Jahr die EU-Ratspräsidentschaft.[2]
- Košice/Slowakei, Marseille/Frankreich: Beide Städte sind Kulturhauptstädte Europas 2013.
- New York/Vereinigte Staaten: Argentinien, Australien, Luxemburg, Ruanda und Südkorea werden neue nichtständige Mitglieder im Sicherheitsrat der Vereinten Nationen.[3]

### Samstag, 5. Januar 2013
- Ankara/Türkei: Die NATO beginnt mit der Sicherung der Grenze zu Syrien, um mögliche Übergriffe im Rahmen des dortigen Bürgerkriegs abzuwehren.[4]

### Sonntag, 6. Januar 2013

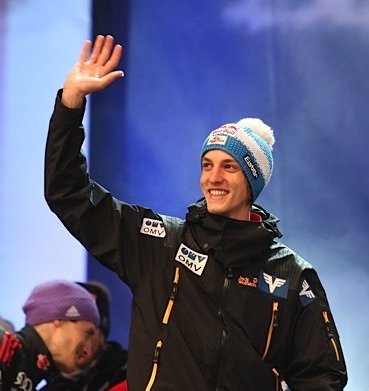
Gregor Schlierenzauer

- Bischofshofen/Österreich: Der Österreicher Gregor Schlierenzauer gewinnt das letzte Springen der Vierschanzentournee und damit vor den Norwegern Anders Jacobsen und Tom Hilde und zum zweiten Mal in Folge die Gesamtwertung.[5][6]

### Montag, 7. Januar 2013
- Stuttgart/Deutschland: Gabriele Warminski-Leitheußer tritt vom Amt der Kultusministerin des Landes Baden-Württemberg zurück.[7]
- Stuttgart/Deutschland: Fritz Kuhn tritt sein Amt als Oberbürgermeister an.[8]
- Zürich/Schweiz: Der Argentinier Lionel Messi wird zum vierten Mal in Folge zum Weltfußballer des Jahres gewählt.[9]

### Dienstag, 8. Januar 2013
- Bonn/Deutschland: Die Deutsche Bischofskonferenz beendet die Zusammenarbeit mit dem Kriminologischen Forschungsinstitut Niedersachsen. Beide Seiten arbeiteten an einer Studie zum Missbrauch in der katholischen Kirche Deutschlands.[10]

### Mittwoch, 9. Januar 2013
- Washington, D.C./Vereinigte Staaten: US-Präsident Barack Obama ernennt seinen Stabschef Jacob Lew zum Finanzminister; Arbeitsministerin Hilda Solis gibt hingegen ihren Rücktritt bekannt.[11][12]

### Donnerstag, 10. Januar 2013
- Islamabad/Pakistan: Bei einer Anschlagsserie im Swat-Tal kommen 78 Menschen ums Leben.[13]

### Freitag, 11. Januar 2013
- Azawad/Mali: Französische Streitkräfte beginnen mit der Opération Serval zur Unterstützung malischer Einheiten gegen eine dschihadistische Offensive im Süden des Landes.[14]
- Zhaotong/China: Bei einem Erdrutsch in der Provinz Yunnan kommen 46 Einwohner eines Yi-Dorfes ums Leben.[15]

### Samstag, 12. Januar 2013
- Buulo Mareer/Somalia: Bei der gescheiterten Befreiung eines in Geiselhaft befindlichen Mitarbeiters des französischen Auslandsnachrichtendienstes DGSE werden die Geisel, zwei Soldaten und 17 der Geiselnehmer getötet.[16]
- Prag/Tschechische Republik: Bei der Präsidentschaftswahl erhalten Miloš Zeman und Karel Schwarzenberg die meisten Stimmen und gehen in die Stichwahl Ende des Monats.[17]

### Sonntag, 13. Januar 2013

Stilisierte Silhouette des Golden Globe Award

- Los Angeles/Vereinigte Staaten: Bei der 70. Verleihung der Golden Globe Awards werden unter anderem Argo als „Bestes Filmdrama“ und der Beitrag Liebe des österreichischen Regisseurs Michael Haneke als „Bester Fremdsprachiger Film“ ausgezeichnet. Erfolgreichste Filmproduktion wird Tom Hoopers Musical Les Misérables mit drei gewonnenen Preisen.[18]
- St. Anton/Österreich: Mit ihrem Sieg im Super-G wird die Slowenin Tina Maze die sechste Skirennläuferin, die in allen fünf Disziplinen Weltcuprennen gewonnen hat.[19]

### Montag, 14. Januar 2013
- Gizeh/Ägypten: Beim Zusammenstoß eines Truppentransportzuges mit einem Güterzug werden 19 Soldaten getötet und 100 weitere verletzt.[20]
- Potsdam/Deutschland: Der brandenburgische Ministerpräsident Matthias Platzeck übersteht eine Vertrauensfrage infolge seiner Beteiligung an der Affäre um den Flughafen Berlin Brandenburg.[21]
- Wien/Österreich: Der frühere Bundesminister für Inneres und Abgeordnete im Europäischen Parlament Ernst Strasser wird aufgrund seiner Beteiligung an der Cash-for-Laws-Affäre wegen Bestechlichkeit zu vier Jahren Haft verurteilt.[22]

### Dienstag, 15. Januar 2013
- Darmstadt/Deutschland: Der Ausdruck „Opfer-Abo“ wird zum Unwort des Jahres gewählt.[23]
- Islamabad/Pakistan: Der oberste Gerichtshof des Landes ordnet wegen des Verdachts auf Korruption die Festnahme des amtierenden Premierministers Raja Pervez Ashraf an.[24]

### Mittwoch, 16. Januar 2013
- In Aménas/Algerien: Bei einem Überfall auf ein Gasfeld nehmen Mitglieder der Al-Qaida-Gruppe AQMI mindestens 41 Ausländer als Geiseln. Die Täter nennen sich „al-Muwaqiun bi-l Dam“ und gehören nach eigenen Angaben zur Katibat al-Mulathamin, eine der ältesten Dschihadistenbewegungen in der Sahara.[25]
- Mainz/Deutschland: Der rheinland-pfälzische Landtag wählt die SPD-Politikerin Malu Dreyer als Nachfolgerin von Kurt Beck zur Ministerpräsidentin.[26]

### Freitag, 18. Januar 2013
- Indianapolis/Vereinigte Staaten: Der College-Draft der National Women’s Soccer League 2013 wird erstmals durchgeführt.

### Samstag, 19. Januar 2013

Logo der Fußball-Afrikameisterschaft

- Johannesburg/Südafrika: Gastgeber Südafrika spielt beim Eröffnungsspiel der 29. Fußball-Afrikameisterschaft unentschieden gegen die Auswahl von Kap Verde.[27]

### Sonntag, 20. Januar 2013

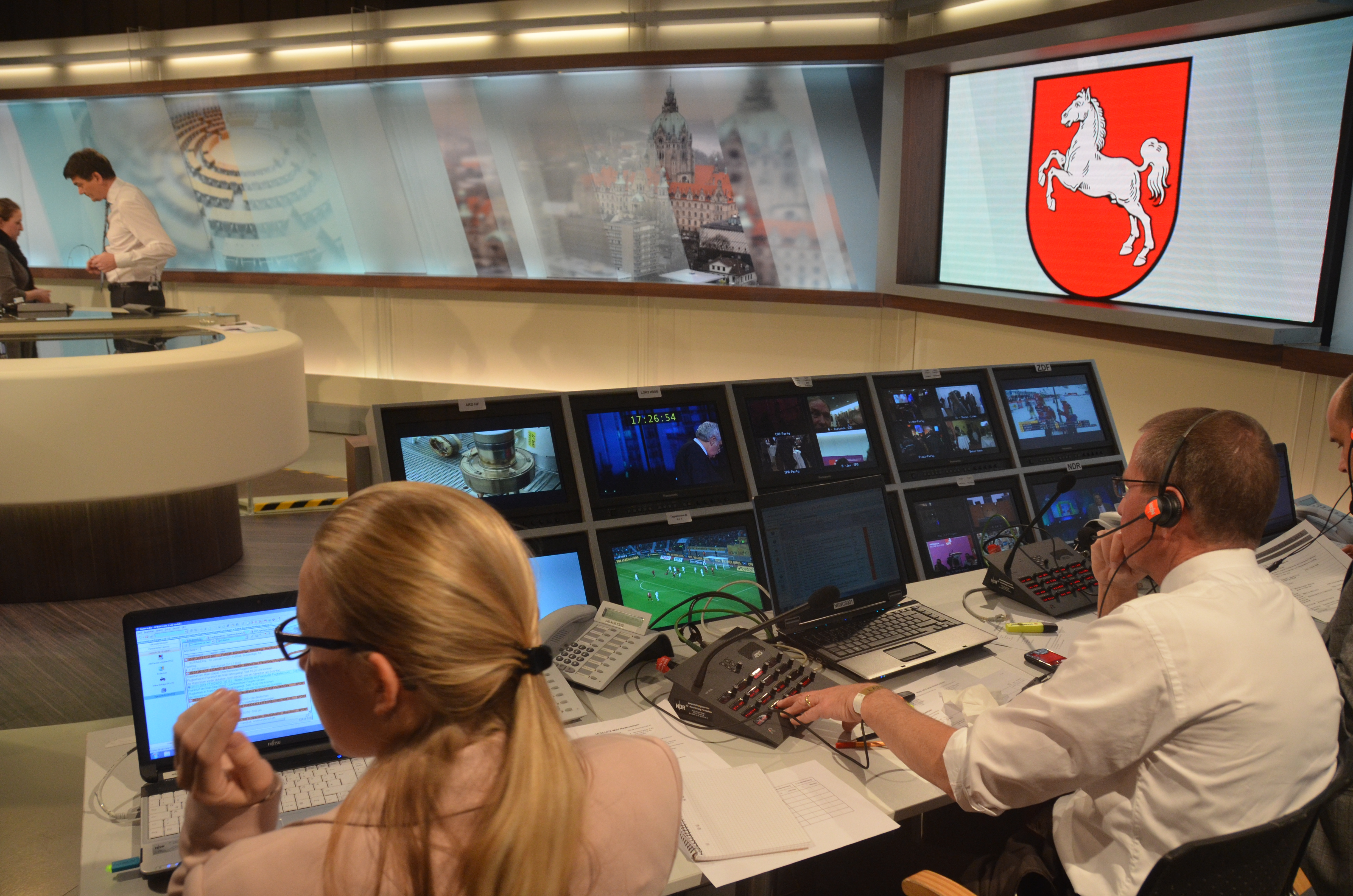
In Niedersachsen kommt Rot-Grün

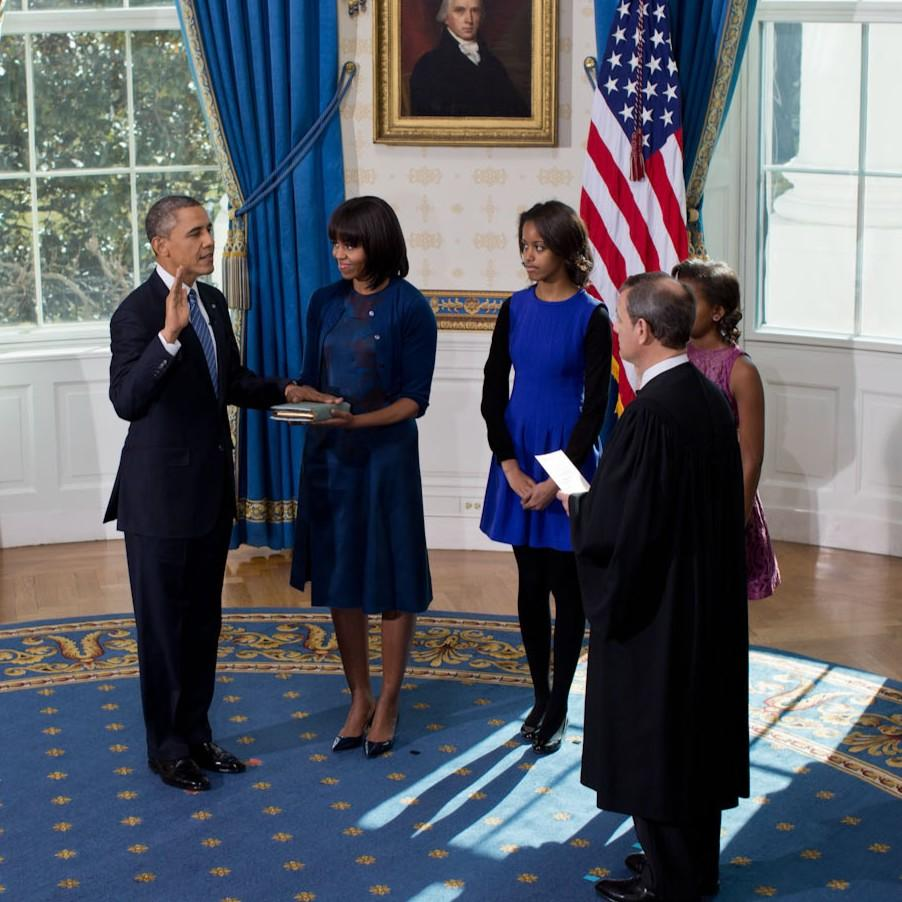
Barack Obama mit Familie im Blue Room des Weißen Hauses

- Hannover/Deutschland: Die Landtagswahl in Niedersachsen beschert der Partei Bündnis 90/Die Grünen die höchsten Zugewinne. Sie wird drittstärkste Kraft. Die meisten Wählerstimmen, 36 %, erhält die CDU mit Ministerpräsident David McAllister, gefolgt von der SPD mit Spitzenkandidat Stephan Weil, für die sich 32,6 % der Wähler entscheiden. Es soll eine rot-grüne Koalition gebildet werden.[28]
- Washington, D.C./Vereinigte Staaten: Barack Obama wird auf seine zweite Amtszeit als Präsident der Vereinigten Staaten vereidigt.[29]
- Wien/Österreich: In der Volksbefragung zur Wehrpflicht sprechen sich knapp 60 % für die Beibehaltung der österreichischen Wehrpflicht sowie des Zivildienstes aus. Die Wahlbeteiligung ist mit 50 % unerwartet hoch.

### Montag, 21. Januar 2013
- Brüssel/Belgien: Die Finanztransaktionssteuer wird in elf Staaten der Europäischen Union beschlossen.[30]
- Zagreb/Kroatien: Beginn der Eiskunstlauf-Europameisterschaften

### Dienstag, 22. Januar 2013
- Jerusalem/Israel: Parlamentswahl
- Timbuktu/Mali: Der Kommandostützpunkt der islamistischen Rebellen, ein ehemaliger Palast des früheren libyschen Machthabers Muammar al-Gaddafi, wird von französischen Kampfjets zerstört.[31]

### Mittwoch, 23. Januar 2013
- Amman/Jordanien: Parlamentswahl[32]
- London/Vereinigtes Königreich: David Cameron hält eine europapolitische Grundsatzrede, in der er ein Referendum über den Verbleib des Landes in der Europäischen Union nach Verhandlungen über radikale Vertragsänderungen in Aussicht stellt. Er möchte Befürwortern eines EU-Austritts des Vereinigten Königreichs durch ein Votum pro Europa den Wind aus den Segeln nehmen.[33][34]

### Donnerstag, 24. Januar 2013
- Chicago/Vereinigte Staaten: Der Terrorist und Drahtzieher der Terroranschläge von Mumbai David Headley wird wegen Beihilfe der pakistanischen Terrororganisation Laschkar-e-Toiba zu 35 Jahren Haft verurteilt.[35]
- Washington, D.C./Vereinigte Staaten: US-Präsident Barack Obama nominiert die ehemalige Bundesstaatsanwältin von Manhattan Mary Jo White zur Aufsichtsratsvorsitzenden der US-Börsenaufsicht United States Securities and Exchange Commission.[36]

### Freitag, 25. Januar 2013
- Barquisimeto/Venezuela: Bei einer Meuterei im Gefängnis Uribana im Bundesstaat Lara werden 50 Insassen getötet.[37]

### Samstag, 26. Januar 2013

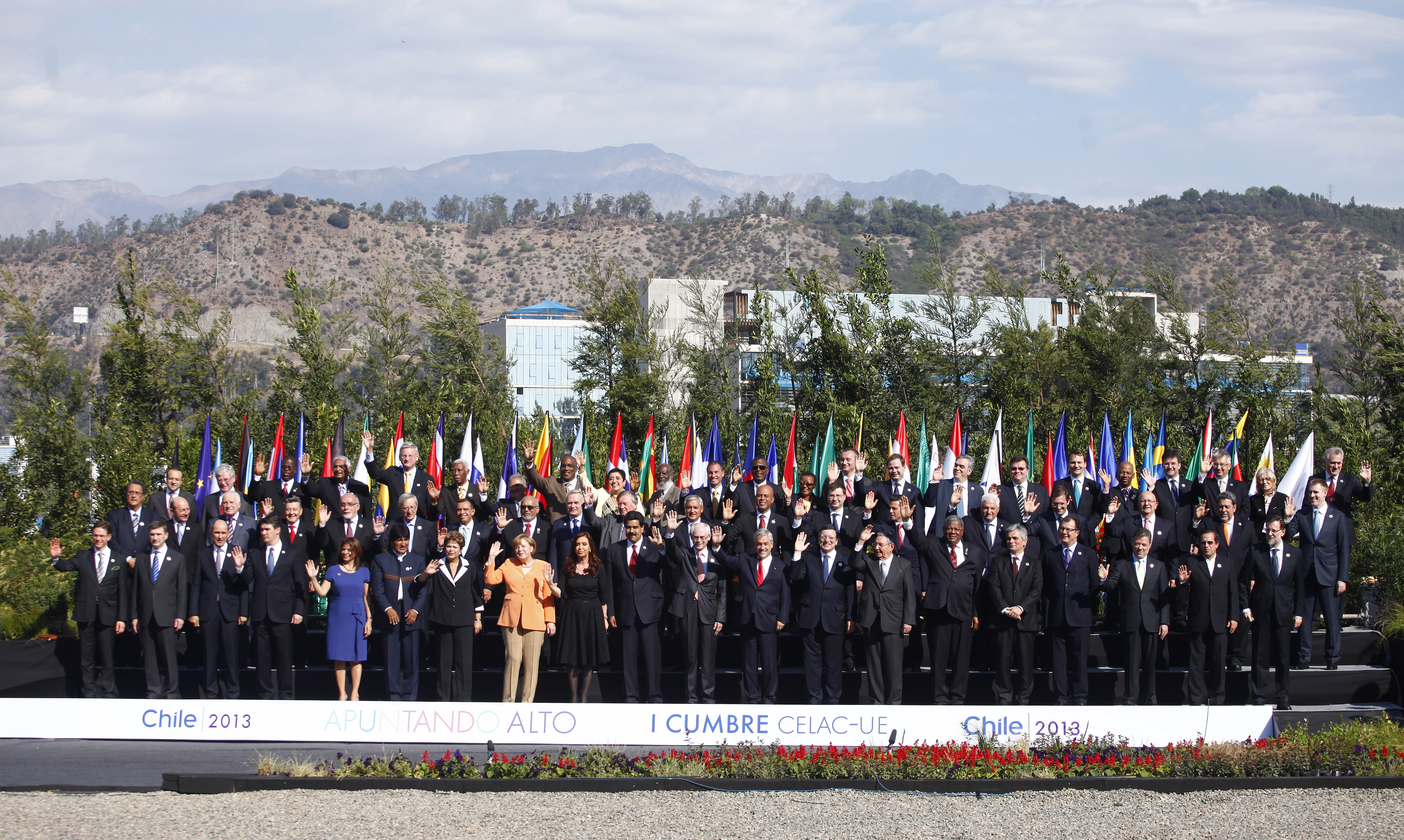
Staats- und Regierungschefs beim 1. CELAC-EU-Gipfel in Santiago de Chile

- Prag/Tschechische Republik: Miloš Zeman von der Partei der Bürgerrechte gewinnt die Präsidentschaftswahlen.[38]
- Santa Maria/Brasilien: Bei einem Brand in der Diskothek „Kiss“ im Bezirk Rio Grande do Sul kommen mehr als 230 Menschen ums Leben.[39]
- Santiago/Chile: Beginn des 1. Gipfeltreffens zwischen der Gemeinschaft der Lateinamerikanischen und Karibischen Staaten (CELAC) und der Europäischen Union.

### Sonntag, 27. Januar 2013
- Sofia/Bulgarien: Im Referendum zum Bau von Atomkraftwerken lehnen die Bulgaren den Bau ab.[40]
- Zagreb/Kroatien: Ende der Eiskunstlauf-Europameisterschaften
- St. Moritz/Schweiz: Die 23. Skeleton-Weltmeisterschaften beginnen.

### Montag, 28. Januar 2013

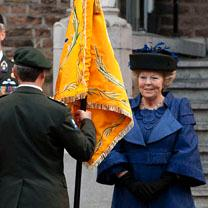
Königin Beatrix der Nederlanden

- Den Haag/Niederlande: Königin Beatrix kündigt in einer Fernsehansprache ihre Abdankung zum 30. April zugunsten ihres ältesten Sohns Willem-Alexander an.[41]

### Dienstag, 29. Januar 2013

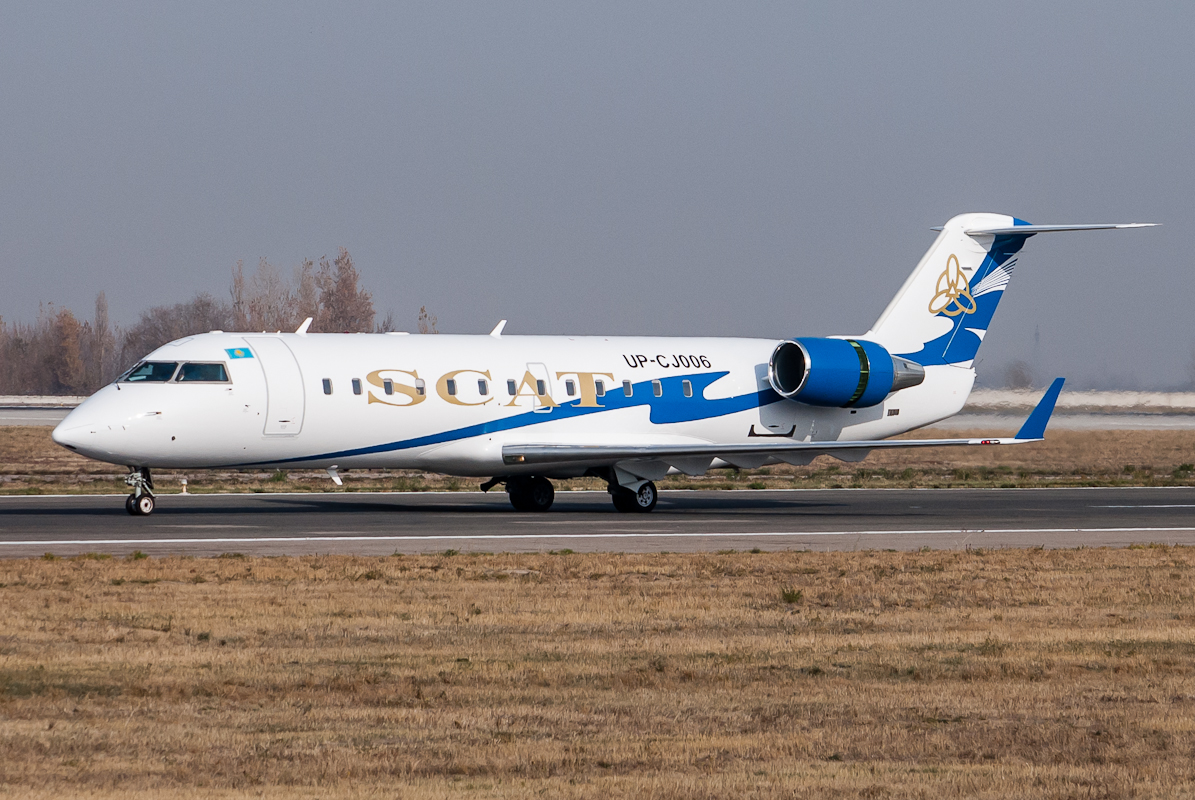
Bombardier CRJ200

- Almaty/Kasachstan: Beim Absturz eines Passagierflugzeugs vom Typ Bombardier CRJ200 der SCAT Airlines auf dem Weg von Astana nach Moskau kommen 20 Menschen ums Leben.[42]
- Tegucigalpa/Mexiko: Zwölf Mitglieder der aus 20 Mitgliedern bestehenden Band „El Kombo Colombia“ werden nach einer Entführung tot in einem Brunnen aufgefunden.[43]

### Mittwoch, 30. Januar 2013
- Brüssel/Belgien: Nach den Hilfspaketen für Griechenland gibt die Europäische Union ein Milliardenhilfspakt für Zypern frei.[44][45]
- Maputo/Mosambik: Nach heftigen Stürmen tritt der Sambesi-Fluss über die Ufer, mehr als 70 Menschen kommen ums Leben.[46]

### Donnerstag, 31. Januar 2013
- Berlin/Deutschland: Der Bundestag beschließt die gesetzliche Reform der elterlichen Sorge bei nichtehelichen Kindern.[47]
- Bonn/Deutschland: Das Bundeskartellamt verhängt eine Millionenstrafe gegen elf Unternehmen der Schokoladenindustrie wegen Preisabsprachen.[48]
- Mexiko-Stadt/Mexiko: Bei einer Detonation in der Zentrale des staatlichen Ölkonzerns Petróleos Mexicanos sterben 25 Menschen.[49]

## Weblinks

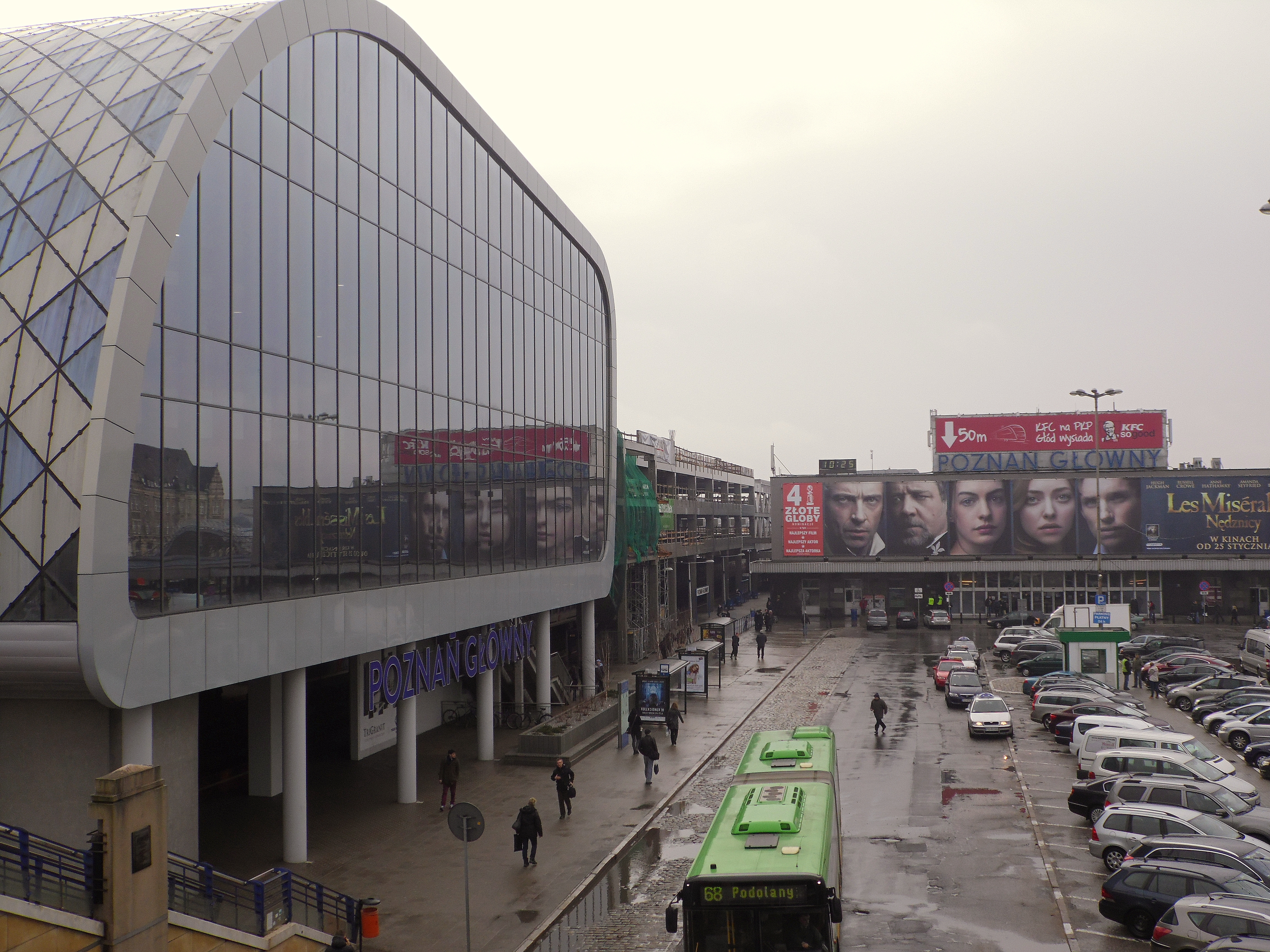
Polen im Januar 2013